# Atol (beeldende kunst)
De groep Atol was een groep kunstenaars uit Den Haag en Amsterdam die bestond van 1959-1962 en zich op gezamenlijk exposeren richtte.

## Geschiedenis
In 1959 vormden vijf jonge kunstenaars de groep Atol. De groep bestond uit de Haagse kunstenaars Hans van der Lek, Gerard Verdijk, Henk de Vries (1931-1978) en Aat Verhoog, aangevuld met de Amsterdamse schilder Roger Chailloux. De Haagse leden waren allen lid van de  Posthoorngroep. Vele tentoonstellingen in binnen- en buitenland volgden, maar nog geen drie jaar later in 1962 viel deze groep alweer uiteen. 